# Carbó (Sonora)
Carbó es un pueblo mexicano ubicado en el centro del estado de Sonora en la región del desierto de Sonora. El pueblo es la cabecera y la localidad más habitada del municipio de Carbó. Según datos del Censo de Población y Vivienda realizado en 2020 por el Instituto Nacional de Estadística y Geografía (INEGI), Carbó cuenta con 4,946 habitantes. Posee una superficie de 1962.66 kilómetros cuadrados. Su producto interno bruto per cápita es de USD 8,128 y su índice de desarrollo humano (IDH) es de 0.6972. Como a la mayoría de los municipios de Sonora, el nombre se le dio por su cabecera municipal.
Fue fundado en el año de 1888 al iniciarse la construcción de una vía de ferrocarril en el centro del estado. En sus primeros años de fundación, funcionó como una pequeña estación de abastecimiento, ya que ahí se almacenaban mercancías que salían de las minas de las regiones vecinas de Rayón, Opodepe y el valle del río San Miguel. 
El 15 de diciembre de 1952, por Ley núm. 9, se le dio el nombre de Carbó en honor del general oaxaqueño, José Guillermo Carbó, quien defendió la causa liberal entre 1857 y 1861, y participó en la guerra contra los imperialistas franceses. En 1878 el presidente Porfirio Díaz lo nombró jefe de la Zona Militar de los Estados de Sonora, Sinaloa y territorios de Tepic y Baja California; jugó un papel determinante en los acontecimientos políticos que se suscitaron en Sonora en aquellos años, y el 3 de julio de 1879 fue declarado por decreto Ciudadano Sonorense. El municipio se encuentra a 82.3 km al norte de Hermosillo la capital estatal, a 211 km al sur de la ciudad fronteriza de Heroica Nogales en la frontera con Estados Unidos, y a 390 km al sureste de la ciudad portuaria de Peñasco.

## Demografía

### Pirámide poblacional
La población total de Carbó en 2020 fue 4,946 habitantes, siendo 48.1% mujeres y 51.9% hombres. Los rangos de edad que concentraron mayor población fueron 5 a 9 años (478 habitantes), 10 a 14 años (470 habitantes) y 15 a 19 años (422 habitantes). Entre ellos concentraron el 27.7% de la población total.

### Natalidad
En 2021 en Carbó hubo un total de 65 nacimientos.

### Defunciones
En 2021 hubo un total de 50 defunciones, 32 hombres y 18 mujeres.

### Matrimonio
en 2021 hubo un total de 14 matrimonios. Se tiene un porcentaje de 25.4% de población de 12 y más casada (2020) y un 29.1% en unión libre (2020).

### Niveles de escolaridad
En 2020, los principales grados académicos de la población de Carbó fueron Secundaria (1.24k personas o 36.8% del total), Primaria (1.03k personas o 30.6% del total) y Preparatoria o Bachillerato General (690 personas o 20.5% del total).

### Tasa de analfabetismo
La tasa de analfabetismo de Carbó en 2020 fue 3.65%. Del total de población analfabeta, 54.2% correspondió a hombres y 45.8% a mujeres.

## Economía

### Población económicamente activa (PEA)
En el segundo trimestre de 2022, la tasa de participación laboral en Sonora fue 63%, lo que implicó un aumento de 1.52 puntos porcentuales respecto al trimestre anterior (61. 5%).La tasa de desocupación fue de 3.08% (44.5k personas), lo que implicó un aumento de 0.22 puntos porcentuales respecto al trimestre anterior (2.86%).

### Desempleo, economía y vivienda
| Desempleo, economía y vivienda en Carbó                   | 2020   | 2010   |
| Población ocupada laboralmente mayor de 12 años           | 42.85% | 34.99% |
| Población ocupada laboralmente mayor de 12 años (hombres) | 54.85% | 50.94% |
| Población ocupada laboralmente mayor de 12 años (mujeres) | 30.34% | 18.51% |
| Número de viviendas particulares habitadas                | 1,246  | 1,302  |
| Viviendas con electricidad                                | 97.83% | 98.37% |
| Viviendas con agua entubada                               | 98.88% | 98.37% |
| Viviendas con excusado o sanitario                        | 95.99% | 96.21% |
| Viviendas con computadora personal, laptop o tableta      | 20.95% | 20.87% |
| Viviendas con teléfono celular                            | 90.29% | 78.23% |
| Viviendas con Internet                                    | 29.45% | 12.10% |

### Indicadores económicos
Según datos del censo económico de 2019, los sectores económicos que concentraron más unidades económicas en Carbó fueron Comercio al por Menor (57 unidades), Industrias Manufactureras (43 unidades) y Otros Servicios Excepto Actividades Gubernamentales (26 unidades).

### Actividades económicas
Las principales actividades económicas en Carbó es la ganadería, recolección y venta de Pitaya (la actividad y festividad por la cual se identifica al municipio), abarrotes, mecánica, carpintería y por supuesto, como en varios municipios de Sonora, la agricultura. La agricultura, ocupa el primer lugar en la economía del municipio, contando con una gran variedad de campos agrícolas que se dedican al cuidado y recolección de: uva, nuez, calabaza y cabocha, ejote, sandía, entre otras; las que en su mayoría son exportadas a Estados Unidos y China. La actividad agrícola se desarrolla en una superficie de 5920 hectáreas, de las cuales el 100% son de riego. Por su actividad económica agrícola, el pueblo de Carbó recibe migrantes de otros estados del sur de México, como Chiapas y Oaxaca. 

#### Campos Agrícolas en Carbó Sonora
- El Arpa
- La Esmeralda
- La Noria
- Pozo hondo
- San Francisco
- El Cherokee
- Viñedo el Refugio
- Buena Vista
- Guacamaya
- La Palma
- Viñedo Selva
- Campo Canoras
- Zanjón
- El Retiro
- Campo Gilberto Coker

## Salud
En Carbó, las opciones de atención de salud más utilizadas en 2020 fueron Centro de Salud u Hospital de la SSA (Seguro Popular) (2.57k), IMSS (Seguro social) (1.11k) y Consultorio de farmacia (745). En el mismo año, los seguros sociales que agruparon mayor número de personas fueron Pemex, Defensa o Marina (2.19k) y Seguro Popular o para una Nueva Generación (siglo XXI) (1.22k).

## Pobreza[11]
El porcentaje de personas en situación de pobreza en el municipio es de un 46..3%, es decir, un total de 2439 personas, con una carencia promedio de 1.9. Mientras que un 4.9% (256 personas) vive en situación de pobreza extrema. Un total de 1718 personas es vulnerable ante carencias sociales, y 353 por ingresos.
- 1241 personas en el municipio tiene rezago educativo.

- 3663 personas no tienen acceso a seguridad social.
- 1072 personas no cuentan con acceso a servicios de salud.
- 680 personas carecen por acceso a la alimentación.

## Equidad
El coeficiente o índice de Gini, es una medida estadística diseñada para representar la distribución de los ingresos de los habitantes, en concreto, la inequidad entre estos. Índices más cercanos a 0, representan más equidad entre sus habitantes, mientras que valores cercanos a 1, expresan máxima inequidad entre su población. El Gini en Carbó en 2020 es de 0.37.

## Datos de cultura indígena
La población de 3 años y más que habla al menos una lengua indígena fue 31 personas, lo que corresponde a 0.63% del total de la población de Carbó. Las lenguas indígenas más habladas fueron Mixteco (9 habitantes), Zapoteco (6 habitantes) y Tsotsil (4 habitantes).
|                                                             | 2020  | 2010  |
| ----------------------------------------------------------- | ----- | ----- |
| Porcentaje de población indígena                            | 1.78% | 0.18% |
| Porcentaje que habla una lengua indígena                    | 0.63% | 0.11% |
| Porcentaje que habla una lengua indígena y no habla español | 0.00% | 0.00% |

## Datos interesantes
- En Carbó, el 88% de los habitantes son católicos.[8]

- El 13 de octubre de 1969, se creó en el municipio el Centro de Investigación Pecuaria del Estado de Sonora (CIPES), por el entonces Gobernador del Estado, Faustino Félix Serna.
- Un 6.2% profesa una religión protestante y evangélica.[8]
- 9 de octubre de 1885.A las 12:45 fallece en Hermosillo el general José Guillermo Carbó, comandante de la Zona Militar, víctima de un derrame cerebral. El general Carbó tuvo una participación muy importante en Sonora, sobre todo en la campaña del yaqui que no logró terminar por lo repentino de su fallecimiento. El comandante militar afianzó en el Estado la dictadura porfirista, al obligar a renunciar al gobernador Carlos Rodrigo Ortiz Retes, con el apoyo del presidente de la República, general Manuel González, en 1881. El licenciado Ortiz Retes era un político de ideas federalistas muy arraigadas; por eso no les convenía en Sonora un gobernante de esa filiación, que se oponía a que las autoridades federales se inmiscuyeran en los asuntos de la exclusiva incumbencia del Gobierno sonorense. Cuando el gobernador Ortiz renunció, dio comienzo la hegemonía del general Luis E. Torres que se prolongó durante 30 años, hasta el triunfo de la revolución maderista.

## Gobierno
Su forma de gobierno es democrático y depende del gobierno estatal y federal. La sede del gobierno municipal se encuentra en el pueblo de Carbó, siendo esta la cabecera, cuyo ayuntamiento está integrado por un presidente municipal, un síndico, tres regidores de mayoría relativa y dos de representación proporcional, elegidos por un periodo de tres años. La administración de las comunidades es auxiliada por comisarios elegidos por cada una de estas representaciones legislativas. 

## Cronología de presidentes municipales
| Presidente municipal             | Periodo   |
| -------------------------------- | --------- |
| Alberto Garza                    | 1953-1955 |
| Ramón Salcido                    | 1958      |
| Octavio Soto                     | 1958-1961 |
| Ramón Cuevas                     | 1961-1964 |
| Roberto Noriega                  | 1964-1967 |
| Ramón Navarro                    | 1967-1970 |
| Ramón Cordero                    | 1970-1973 |
| Ramón Navarro                    | 1973-1976 |
| Efraín Noriega                   | 1976-1979 |
| Jesús Conrado Block              | 1979-1982 |
| Ramón Valdez Fontes              | 1982-1985 |
| Olga Acosta Real                 | 1985-1988 |
| Fermín Noriega Velázquez         | 1988-1991 |
| Ramón Román Valdez Fontes        | 1991-1994 |
| Jorge Salvador Zúñiga Martínez   | 1994-1997 |
| Claudio Valdez Varela            | 1997-2000 |
| Dr. Ignacio Ferra Fragoso        | 2000-2003 |
| Jesús Alfredo Bloch Martínez     | 2003-2006 |
| Daniel Córdova Bon               | 2006-2009 |
| Marco Antonio Mojardin Zavala    | 2009-2012 |
| Natanahel Córdova Bon            | 2012-2015 |
| Jesús Alfredo Bloch Martínez     | 2015-2018 |
| David Fernando Navarro Contreras | 2018-2021 |
| Sylvia Lenyka Placencia Leal     | 2021-2024 |

## Centro de Investigación Pecuaria del Estado de Sonora (CIPES)
El CIPES (actualmente PATROCIPES), es una institución al servicio de la ganadería sonorense, cuyo objetivo principal es contribuir al desarrollo productivo científico y tecnológico del sector ganadero en Sonora. El CIPES en Carbó entró en operación en 1970, dirigido por un consejo directivo que estaba integrado por cuatro miembros de cada una de las partes que contribuyeron a su creación. El primer consejo estuvo conformado de la siguiente manera: 
- Presidente: Dr. Pedro Solana Martagón
- Vicepresidente: Lic. Alfonso Reina Caleya
- Secretario: Ing. Omar Aguirre Salazar
- Tesorero: Prof. Luis López Álvarez
- Vocales: Ing. Alberto Zazueta, Sr. Francisco M. Enciso, Manuel Torres.
- Dirección del centro: Ing. Eduardo Salcedo Martínez
- Administración: Sr. Antonio Manteca Ibarra

## Geografía
El municipio de Carbó se localiza en el centro del estado entre los paralelos 29°26′ y 30°2′ de latitud norte y los meridianos 110°38′ y 111°28′ de longitud oeste, con una elevación mínima de 300 metros sobre el nivel del mar (m s. n. m.) y una máxima de 1,300. Su territorio posee un área de 1962.66 kilómetros cuadrados, colindando al norte con los municipios de Benjamín Hill y Opodepe; al este con los de Rayón y San Miguel de Horcasitas y al sur con el de Hermosillo y al oeste con el de Pitiquito.

## Clima
Su principal clima es el seco cálido; con lluvias en verano y sin cambio térmico invernal bien definido. La temperatura media anual es de 22.1 °C, la máxima se registra en el mes de junio (38.8 °C) y la mínima se registra en enero (5.6 °C). El régimen de lluvias se registra entre los meses de julio y septiembre, contando con una precipitación media de 294 milímetros.
| Parámetros climáticos promedio de Carbó, Sonora (1951-2010)                     | Parámetros climáticos promedio de Carbó, Sonora (1951-2010) | Parámetros climáticos promedio de Carbó, Sonora (1951-2010) | Parámetros climáticos promedio de Carbó, Sonora (1951-2010) | Parámetros climáticos promedio de Carbó, Sonora (1951-2010) | Parámetros climáticos promedio de Carbó, Sonora (1951-2010) | Parámetros climáticos promedio de Carbó, Sonora (1951-2010) | Parámetros climáticos promedio de Carbó, Sonora (1951-2010) | Parámetros climáticos promedio de Carbó, Sonora (1951-2010) | Parámetros climáticos promedio de Carbó, Sonora (1951-2010) | Parámetros climáticos promedio de Carbó, Sonora (1951-2010) | Parámetros climáticos promedio de Carbó, Sonora (1951-2010) | Parámetros climáticos promedio de Carbó, Sonora (1951-2010) | Parámetros climáticos promedio de Carbó, Sonora (1951-2010) |
| Mes                                                                             | Ene.                                                        | Feb.                                                        | Mar.                                                        | Abr.                                                        | May.                                                        | Jun.                                                        | Jul.                                                        | Ago.                                                        | Sep.                                                        | Oct.                                                        | Nov.                                                        | Dic.                                                        | Anual                                                       |
| ------------------------------------------------------------------------------- | ----------------------------------------------------------- | ----------------------------------------------------------- | ----------------------------------------------------------- | ----------------------------------------------------------- | ----------------------------------------------------------- | ----------------------------------------------------------- | ----------------------------------------------------------- | ----------------------------------------------------------- | ----------------------------------------------------------- | ----------------------------------------------------------- | ----------------------------------------------------------- | ----------------------------------------------------------- | ----------------------------------------------------------- |
| Temp. máx. abs. (°C)                                                            | 35.0                                                        | 38.0                                                        | 39.5                                                        | 42.0                                                        | 47.0                                                        | 47.5                                                        | 47.0                                                        | 45.0                                                        | 45.0                                                        | 42.0                                                        | 39.0                                                        | 42.0                                                        | 47.5                                                        |
| Temp. máx. media (°C)                                                           | 23.0                                                        | 24.4                                                        | 26.9                                                        | 31.0                                                        | 34.6                                                        | 38.8                                                        | 38.0                                                        | 36.7                                                        | 36.2                                                        | 32.8                                                        | 27.5                                                        | 23.8                                                        | 31.1                                                        |
| Temp. media (°C)                                                                | 14.3                                                        | 15.4                                                        | 17.5                                                        | 20.7                                                        | 24.2                                                        | 28.9                                                        | 30.4                                                        | 29.5                                                        | 28.1                                                        | 23.5                                                        | 18.1                                                        | 14.9                                                        | 22.1                                                        |
| Temp. mín. media (°C)                                                           | 5.6                                                         | 6.4                                                         | 8.0                                                         | 10.4                                                        | 13.9                                                        | 19.0                                                        | 22.8                                                        | 22.3                                                        | 20.0                                                        | 14.3                                                        | 8.7                                                         | 6.0                                                         | 13.1                                                        |
| Temp. mín. abs. (°C)                                                            | -5.0                                                        | -7.0                                                        | -1.0                                                        | 1.0                                                         | 5.0                                                         | 10.0                                                        | 12.0                                                        | 14.0                                                        | 10.0                                                        | 1.0                                                         | -1.0                                                        | -6.0                                                        | -7.0                                                        |
| Precipitación total (mm)                                                        | 22.4                                                        | 17.0                                                        | 7.8                                                         | 2.9                                                         | 2.2                                                         | 7.1                                                         | 99.1                                                        | 94.8                                                        | 42.6                                                        | 16.2                                                        | 14.0                                                        | 30.0                                                        | 356.1                                                       |
| Días de precipitaciones (≥ 0.1 mm)                                              | 2.7                                                         | 2.2                                                         | 1.3                                                         | 0.6                                                         | 0.4                                                         | 1.2                                                         | 8.9                                                         | 8.3                                                         | 4.3                                                         | 1.8                                                         | 1.9                                                         | 3.0                                                         | 36.6                                                        |
| Fuente: Servicio Meteorológico Nacional. Actualizado el 4 de diciembre de 2016. |                                                             |                                                             |                                                             |                                                             |                                                             |                                                             |                                                             |                                                             |                                                             |                                                             |                                                             |                                                             |                                                             |

## Pitaya
Carbó es uno de los pueblos jóvenes de la sierra baja sonorense, el cual es el principal productor de manera natural o de temporada del fruto rojo del desierto conocido como la Pitaya. Este fruto obtenido de una cactácea es muy popular en Sonora y, de acuerdo con el Servicio de Información Agroalimentaria y Pesquera del gobierno de México, además de ser un alimento rico en vitamina C y B, potasio, hierro, calcio y fósforo, bajo en calorías y alto en fibra representa una activación económica para decenas de familias que esperan los meses de junio y julio para generar un ingreso extra.
Cabe destacar que esta actividad económica es de tradición en el pueblo considerando que reúne a las familias ya sea para ir en busca de este fruto para consumo familiar o comercializarlo. La comercialización va desde que el hombre y algunas mujeres pizcan el fruto, con herramientas necesarias para el corte del mismo, el llamado pitayero, así como la protección adecuada para introducirse al monte, es decir botas altas, lámpara, cuchillo para eliminar las espinas y los contenedores para la recolección. Una vez recolectada la fruta, se viaja a la ciudad de Hermosillo, capital de la entidad, donde mujeres, hombres y niños venden el manjar. 

### Feria de la pitaya
Pocos frutos son tan icónicos y especiales como lo es la pitaya. Su recolección es un proceso arduo y temporal al año, pero también se convierte en un proceso de identidad arraigado en la comunidad, la Feria de la Pitaya es parte de la identidad de Carbó. La presidenta municipal de Carbó, Silvia Plascencia, explicó que está Feria de la Pitaya, con 20 años de tradición, es para honrar a los trabajadores que se dedican a la recolección de las pitayas y que dan identidad a Carbó.
Es relevante decir que las jóvenes del pueblo entre 14 en adelante pueden participar para jugar a ser reina de la festividad, las condiciones se anuncian en una reunión en el ayuntamiento y cada año van cambiando las bases pero básicamente consiste en juntar una cuota de dinero y quien junte más dinero con una actividad que realizan de manera colectiva es ganadora y se le nombre reina por un año de la feria de las pitayas. Dentro de estas celebraciones se realiza un concurso del fruto pitayero más grande, quien lo haya recolectado reciben un premio en dinero que es determinado por el comité organizador, así como también se exhiben platillos realizados con el fruto, donde el ganador o ganadora recibe un premio y una portada en el periódico con su receta. 
Realmente es una fiesta de agradecimiento por la recolecta, ya que las personas saben que existe la posibilidad de percibir recurso económico, y la gente dice: “El dinero está en el monte” eso se escucha decir a los pobladores que reconocen la temporada y se dedican a estos menesteres. Son dinámicas que reúnen a las familias, se planifica el lonche con tiempo, es un tiempo realmente de alegría, algarabía donde todo mundo trabaja los hombres al monte en la recolecta y las mujeres a Hermosillo en el mercado municipal a la venta de las Pitayas. Ni que decir que muchas de ellas ya tienen comprometido su producto con el de las nieves de Catedral ¿de qué son las nieves? De PITAYA….

## Cultura

### Fiestas

#### Fiestas tradicionales
- Feria de la Pitaya.
- Caravana del Recuerdo.

#### Fiestas civiles
- Aniversario de la Independencia de México: 16 de septiembre.
- Aniversario de la Revolución mexicana: El 20 de noviembre.

#### Fiestas religiosas
- Semana Santa: jueves y viernes Santos.
- Día de la Santa Cruz: 3 de mayo.
- Fiesta en honor de la Virgen de Guadalupe: 12 de diciembre.
- Día de Muertos: 2 de noviembre.
- Fiesta patronal en honor de la Purísima Concepción: el 8 de diciembre.

## Turismo
Los principales atractivos de Carbó son: 
- El palacio municipal, el cual funciona como oficina gubernamental del pueblo, pero que mantiene su estructura original.
- El museo de armas y conchas, que exhibe artefactos y otras piezas históricas que datan de la época de la Revolución Mexicana.
- Sus tradicionales fiestas de la Pitaya y la Caravana del Recuerdo, en las cuales se muestra la gastronomía de Carbó y talentos en sus eventos de semanas culturales.
- La iglesia de la Purísima Concepción, rodeada de la plaza municipal del pueblo, que conserva la belleza de la arquitectura colonial.
- La redonda y su historia (te la tiene que contar un carboense).
- Partidos de béisbol y voleyball.
- La localidad la Poza.
- Los campos agrícolas.
- El CIPES
- Rancherías
- Además, en el pueblo se conservan vagones y objetos de los primeros ferrocarriles que empezaron a funcionar en la región, al igual que existen lugares donde se encontraron huesos de mamut y que se exhiben a visitantes y residentes.

## Gastronomía
Es importante destacar que la gastronomía Sonorense es muy variada, rica y nutritiva, llena de sabor y tradición, y en Carbó no es la excepción, desde las tortillas de harina sobaqueras que son tradición sonorense y con ello:
La tradicional Carne asada para fines de semana y días especiales
- Carne con chile
- Tamales de elote y carne
- Papas con machaca
- Tortillas de harina
- Queso fresco
- Leche bronca
- Pan de vieja
- Empanadas de calabaza, pitaya, jamonsillo y pitaya
- Vino de pitaya
- Costillas y alitas en salsa de pitaya
- Postres de pitaya como: pasteles, cajeta y nieve

## Ecosistema

### Flora
Una gran parte de la superficie municipal está formada por mezquital, donde predominan el palo fierro, palo verde, mezquite, acacia, huisaches y brea. Está presente en casi todo el territorio el matorral sarcoacaule, tales como el copal, torote blanco, hierba del burro, incienso, choya y cardón. En la zona noroeste existen pequeñas áreas de pastizales, ya sean naturales, inducidos y cultivados, y de matorral subtropical, tales como, la uña de gato, nopal, vara dulce, etc. Hacia el sureste y noroeste el tipo de vegetación que se desarrolla es de matorral desértico micrófilo. Algunas áreas del suelo se dedican para agricultura de riego. 

### Fauna
Los animales más notorios en e municipio son anfibios, como el sapo y el sapo toro, reptiles tales como la tortuga del desierto, la cachora, camaleones, chicoteras, víboras sordas, coralillos, víboras de cascabel. También se encuentran mamíferos: bura, venado cola blanca, berrendo, mapache, tlacuache, juancito, ratón de campo, liebre, conejos. Aves: tórtola, churea, lechuza, tordo negro, zopilote, aguililla cola roja, codorniz de douglas y huilota.

## Orografía e hidrografía
Posee un territorio generalmente plano totalmente en la zona de la llanura sonorense, con inclinación de oeste a este, con suelos tipo Regosol (55.92%), Leptosol (12.97%), Luvisol (9.75%), Cambisol (8.22%), Planosol (8.09%), Fluvisol (2.49%), Vertisol (1.87%), Phaeozem (0.62%) y Arenosol (0.02%). El norte, centro y sur del territorio presenta poco desnivel a excepción de la sierra La Cobriza que llega a una altitud de 700 m s. n. m. A los extremos este y oeste el terreno se domina por lomeríos medianos, donde se ubican elevaciones como el cerro La Bandera con 800 m s. n. m., el cerro el Mezcal con 700 m s. n. m. y el cerro el Tabaquito con 600 m s. n. m. de altitud.10 Al noreste se encuentran las elevaciones más altas, en la sierra de San Jerónimo, en la colindancia con el municipio de Opodepe, llegando a los 1300 m s. n. m.
El municipio pertenece en su mayoría a la región hidrológica Sonora Sur y una pequeña porción en la Sonora Norte,13 está parcialmente sobre las cuencas del río Sonora, del río Bacoachi y del río Concepción, el mayor afluente es el Río el Zanjón que cruza de norte a sur el municipio y desemboca en el Río San Miguel, menormente se presentan el Arroyo los Pápagos, Arroyo el Álamo y Arroyo la Manga con intermitentes pequeñas como Arroyo de Moreno, Batamote, el Apache, Chicuroso, el Chinoso, el Cilicote, el Cumaro, el Estribo, el Matadero, el Palmar, el Pinito, el Saucito, el Taray, el Toro, la Capa, la Coruba, la Mina, la Palmita, la Sauceda, la Tasajosa, las Amarillas, las Cuatas, los Chinos, los Mechudos, los Pozos, Mayen, Papachal, Pozo Crisanto y Punta de Agua.

## Hermanamientos
El pueblo de Carbó está hermanado con 2 localidades
- Sonora Heroica Ures (2014)[20]
- Sonora Ónavas (2014)[20]